# 丁原振
丁原振是一名明朝政治人物。
丁原振曾于永乐十八年(1420年)接替刘士传任邵武府知府一职，宣德二年(1427年)由刘复接任。